# Geonoma rubescens
Geonoma rubescens là loài thực vật có hoa thuộc họ Arecaceae. Loài này được H.Wendl. ex Drude mô tả khoa học đầu tiên năm 1882.